# Vikings (televisieserie)
Vikings is een Iers-Canadese historische dramaserie uit 2013, gebaseerd op de saga's van de viking Ragnar Lothbrok. De reeks werd geschreven en gemaakt door Michael Hirst voor de Amerikaanse zender History. De opnames gebeurden grotendeels in Ierland. In maart 2013 kende de reeks zijn première op deze zender in Canada en de Verenigde Staten. Eind augustus 2014 was de Belgische première op de Vlaamse zender Q2. Vanaf januari 2015 werd de serie in Nederland vertoond door de zender FOX.
De première van de afleveringen vindt in Nederland plaats op de betaalzender Film1. De tweede helft van seizoen 5 ging hier 27 december 2018 van start.
In januari 2019 is bekendgemaakt dat de serie na het 6de seizoen stopt.

## Verhaal
De reeks begint aan het begin van het tijdperk van de vikingen, rond het einde van de 8e eeuw, in Scandinavië. De mannen van het Kattegat worden jaarlijks op rooftocht naar het oosten gestuurd door de earl (graaf) Haraldson. Boer Ragnar heeft echter verhalen gehoord over de "grote schatten" die in het westen voor het oprapen zouden liggen en wil graag die kant eens op. Van een reiziger heeft hij ook een zonnewijzer en -steen gekregen om op koers te blijven in open zee. Haraldson verbiedt het echter en dus bouwt Ragnars vriend en scheepsbouwer Floki heimelijk een langboot voor hem. Ragnar gaat tegen de wil van Haraldson in op zoek naar de veelbelovende landen en stuit zo op Engeland. Wanneer hij echter terugkeert bemerkt hij dat de graaf niet blij is met zijn wilde plannen en hem wil laten terechtstellen, Daarom geeft Ragnar de buit aan Haraldson. Ragnar blijft ondanks alles nog altijd zijn wilde plannen houden, waardoor er een confrontatie is tussen hem en de graaf, hierdoor daagt Ragnar de graaf uit tot een gevecht en doordat hij wint en Haraldson doodt, wordt hij zo zelf de graaf van Kattegat. Hierna gaat hij meermaals op plundertocht naar Engeland waar zijn rooftocht uiteindelijk wordt stopgezet door koning
Ecbert van Wessex.
Later wordt Ragnar zelfs koning als hij de voormalige koning doodt. Ragnar besluit hierna verder door te gaan plunderen in Frankia (Frankrijk), waar zijn broer Rollo, die na een plundering achterblijft, later tegen hem samenspant en als hertog de stad Parijs verdedigt.

## Historische juistheid
De serie vangt aan met een volwassen Ragnar a.d. 793. Het Beleg van Parijs waarin graaf Odo de verdediging leidde, vond pas ruim 90 jaar later plaats. Wel plunderde Ragnar de stad Parijs, maar dat was in 845. Rollo is een welgedocumenteerde leider van de Vikingen maar werd pas rond 846 geboren. De figuur van Ragnar Lodbrok is vooral op een aantal Sagen gebaseerd, maar heeft mogelijk een historische kern van waarheid.
Critici wijzen op historische onjuistheden in de manier waarop de serie de vikinggemeenschap verbeeldt. Earl (graaf) Haraldson wordt neergezet als een alleenheerser in plaats van democratisch leider
.
Verder is de veronderstelde onwetendheid omtrent het bestaan van Engeland en Ierland discutabel en wordt in de serie veelvuldig de doodstraf voltrokken in plaats van vogelvrijverklaring (skoggangr)
. 
Koning Ælla voltrekt executies in een slangenkuil vol tropische wurgslangen. Landschappen in Zuid-Scandinavië tonen overgeëxploiteerd grasland en productiebossen.
De sets bevatten rijkelijk gevarieerde en vrije historische interpretaties en zijn kunsthistorisch onjuist. Zo laten de scènes die zich aan het 8e-eeuwse Franse hof afspelen objecten en meubels uit de renaissance, barok of rococo zien. Ook het veelvuldig gebruik van fluweel en brokaat in de kleding is kunsthistorisch incorrect; dergelijke luxueuze stoffen werden pas vanaf ongeveer de 14e eeuw geïntroduceerd.

## Rolverdeling

### Scandinavië
- Travis Fimmel als Ragnar Lothbrok, de protagonist.
- Clive Standen als Rollo, Ragnars broer.
- Katheryn Winnick als Lagertha, Ragnars eerste vrouw.
- Alyssa Sutherland als prinses Aslaug, Ragnars tweede vrouw.
- Nathan O'Toole en Alexander Ludwig als Bjorn Ironside, Ragnars zoon met Lagertha als kind en jongeman.
- Georgia Hirst als Torvi, Björns eerste vrouw en later de vrouw van Ubbe
- Jordan Patrick Smith als Ubbe, Ragnars oudste zoon met Aslaug.
- Alex Høgh Andersen als Ivar Ragnarsson, Ragnars jongste zoon met Aslaug.
- Gustaf Skarsgård als Floki, de bootbouwer.
- Maude Hirst als Helga, Floki's vrouw.
- Gabriel Byrne als graaf Haraldson.
- Jessalyn Gilsig als Siggy, graaf Haraldsons vrouw.
- Donal Logue als koning Horik van Denemarken.
- Peter Franzen als koning Harald Schoonhaar.
- Jasper Pääkkönen als Halfdan de Zwarte, de broer van koning Harald.
- Marco Ilsø als Hvitserk Ragnarsson, Ragnar en Aslaugs tweede zoon.
- Ben Robson als graaf Kalf.

- Ragnheidur Ragnarsdottir als Gunnhild, Björns tweede vrouw.

### Engeland
- George Blagden als Athelstan, een Engelse monnik.
- Ivan Kaye als koning Ælle van Northumbria.
- Linus Roache als koning Ecbert van Wessex.
- Moe Dunford als prins Aethelwulf, de zoon van koning Ecbert.
- Jennie Jacques als Judith, Aethelwulfs vrouw.
- Amy Bailey als koningin Kwenthrith van Mercia.
- Ferdia Walsh Peelo als koning Alfred de Grote van Wessex, buitenechtelijke zoon van Judith met Athelstan.
- Darren Cahill als prins Aethelred, zoon van Aethelwulf en Judith.
- Jonathan Rhys Myers als bisschop Heahmund

### Frankia
- Lothaire Bluteau als keizer Karel van West-Francië
- Morgane Polanski als prinses Gisela van Francië, dochter van keizer Karel
- Owen Roe als Odo, graaf van Parijs .
- John Kavanagh als Paus Leo IV.

| Personage               | Acteur/Actrice       | Seizoenen   | Seizoenen   | Seizoenen   | Seizoenen   | Seizoenen   | Seizoenen             | Seizoenen             | Seizoenen | Seizoenen |
| Personage               | Acteur/Actrice       | 1           | 2           | 3           | 4           | 4           | 5                     | 5                     | 6         | 6         |
| Personage               | Acteur/Actrice       | 1           | 2           | 3           | Deel 1      | Deel 2      | Deel 1                | Deel 2                | Deel 1    | Deel 2    |
| ----------------------- | -------------------- | ----------- | ----------- | ----------- | ----------- | ----------- | --------------------- | --------------------- | --------- | --------- |
| Ragnar Lothbrok         | Travis Fimmel        | Hoofdrol    | Hoofdrol    | Hoofdrol    | Hoofdrol    | Hoofdrol    |                       |                       |           |           |
| Lagertha                | Katheryn Winnick     | Hoofdrol    | Hoofdrol    | Hoofdrol    | Hoofdrol    | Hoofdrol    | Hoofdrol              | Hoofdrol              | Hoofdrol  |           |
| Rollo                   | Clive Standen        | Hoofdrol    | Hoofdrol    | Hoofdrol    | Hoofdrol    | Hoofdrol    | Speciale verschijning | Speciale verschijning |           |           |
| Siggy                   | Jessalyn Gilsig      | Hoofdrol    | Hoofdrol    | Hoofdrol    |             |             |                       |                       |           |           |
| Floki                   | Gustaf Skarsgård     | Hoofdrol    | Hoofdrol    | Hoofdrol    | Hoofdrol    | Hoofdrol    | Hoofdrol              | Hoofdrol              |           | Hoofdrol  |
| Earl Haraldson          | Gabriel Byrne        | Hoofdrol    |             |             |             |             |                       |                       |           |           |
| Athelstan               | George Blagden       | Hoofdrol    | Hoofdrol    | Hoofdrol    | Terugkerend | Gastrol     | Dubbelganger          |                       |           |           |
| King Horik              | Donal Logue          | Hoofdrol    | Hoofdrol    |             |             |             |                       |                       |           |           |
| Aslaug                  | Alyssa Sutherland    | Hoofdrol    | Hoofdrol    | Hoofdrol    | Hoofdrol    | Hoofdrol    |                       |                       |           |           |
| King Ecbert             | Linus Roache         |             | Hoofdrol    | Hoofdrol    | Hoofdrol    | Hoofdrol    | Dubbelganger          | Dubbelganger          |           |           |
| Bjorn Ironside          | Alexander Ludwig     |             | Hoofdrol    | Hoofdrol    | Hoofdrol    | Hoofdrol    | Hoofdrol              | Hoofdrol              | Hoofdrol  | Hoofdrol  |
| Bjorn Ironside          | Nathan O'Toole       | Terugkerend | Gastrol     |             | Gastrol     | Gastrol     |                       |                       |           |           |
| Kalf                    | Ben Robson           |             |             | Hoofdrol    | Hoofdrol    |             |                       |                       |           |           |
| Harbard                 | Kevin Durand         |             |             | Hoofdrol    | Hoofdrol    |             |                       |                       |           |           |
| Charles                 | Lothaire Bluteau     |             |             | Hoofdrol    | Hoofdrol    |             |                       |                       |           |           |
| The Seer                | John Kavanagh        | Terugkerend | Terugkerend | Terugkerend | Hoofdrol    | Hoofdrol    | Hoofdrol              | Hoofdrol              | Hoofdrol  | Hoofdrol  |
| Harald Finehair         | Peter Franzén        |             |             |             | Hoofdrol    | Hoofdrol    | Hoofdrol              | Hoofdrol              | Hoofdrol  | Hoofdrol  |
| Halfdan the Black       | Jasper Pääkkönen     |             |             |             | Hoofdrol    | Hoofdrol    | Hoofdrol              |                       |           | Hoofdrol  |
| Ivar the Boneless       | Alex Høgh Andersen   |             | Terugkerend | Terugkerend | Terugkerend | Hoofdrol    | Hoofdrol              | Hoofdrol              | Hoofdrol  | Hoofdrol  |
| Hvitserk                | Marco Ilsø           |             | Terugkerend | Terugkerend | Terugkerend | Hoofdrol    | Hoofdrol              | Hoofdrol              | Hoofdrol  | Hoofdrol  |
| Sigurd Snake-in-the-Eye | David Lindström      |             | Terugkerend | Terugkerend | Terugkerend | Hoofdrol    | Dubbelganger          |                       |           |           |
| Ubbe                    | Jordan Patrick Smith |             | Terugkerend | Terugkerend | Terugkerend | Hoofdrol    | Hoofdrol              | Hoofdrol              | Hoofdrol  | Hoofdrol  |
| Aethelwulf              | Moe Dunford          |             | Terugkerend | Terugkerend | Terugkerend | Hoofdrol    | Hoofdrol              |                       |           |           |
| Bishop Heahmund         | Jonathan Rhys Meyers |             |             |             |             | Hoofdrol    | Hoofdrol              | Hoofdrol              |           |           |
| Oleg the Prophet        | Danila Kozlovsky     |             |             |             |             |             |                       |                       | Hoofdrol  | Hoofdrol  |
| Erik the Red            | Eric Johnson         |             |             |             |             |             |                       |                       | Hoofdrol  | Hoofdrol  |
| Torvi                   | Georgia Hirst        |             | Terugkerend | Terugkerend | Terugkerend | Terugkerend | Terugkerend           | Terugkerend           | Hoofdrol  | Hoofdrol  |
| Gunnhild                | Ragga Ragnars        |             |             |             |             |             |                       | Terugkerend           | Hoofdrol  | Hoofdrol  |
| Othere                  | Ray Stevenson        |             |             |             |             |             |                       |                       | Hoofdrol  | Hoofdrol  |